# Le Chat Noir
För andra betydelser, se Chat Noir.

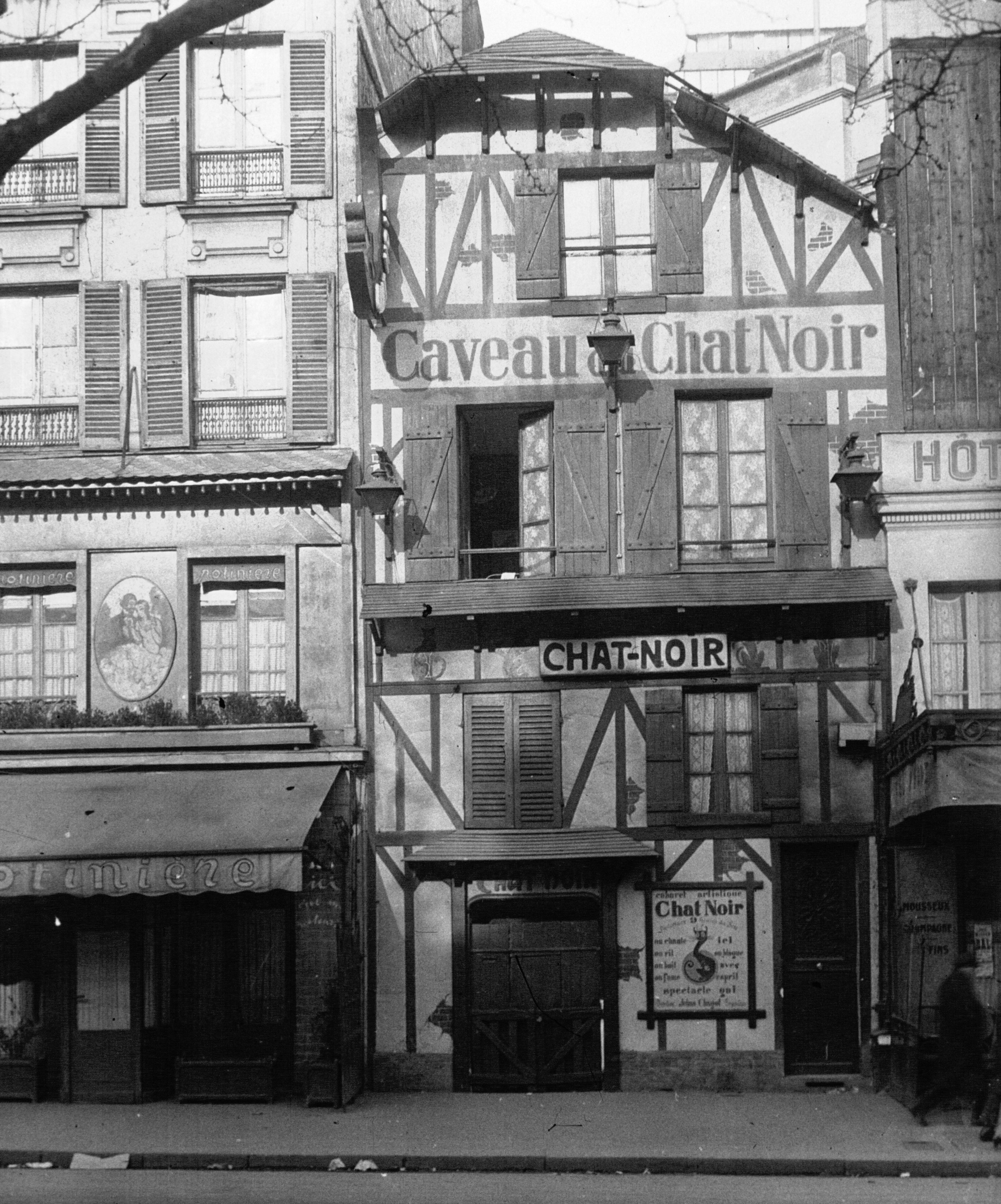
Le Chat Noir

Le Chat Noir (franska, "svarta katten") var ett kafé och konstnärskabaré i Montmartre i Paris som grundades av Rodolphe Salis 1881 och upphörde i och med hans död 1897. Le Chat Noir var under sin verksamhetstid en samlingspunkt och dess föreställningar och dekor en källa till inkomster för många under perioden i Paris verksamma konstnärer, musiker och författare. Namn som brukar förknippas med Le Chat Noir är bland annat Henri de Toulouse-Lautrec, Claude Debussy, Erik Satie, Adolphe Willette, Théophile Steinlen, Antonio de La Gandara, Aristide Bruant, Henri Rivière, Caran d'Ache och Maurice Donnay.
Le Chat Noir har fått ge namn åt många senare restauranger, teatrar och nattklubbar, bland annat kabaré- och revyteatern Chat Noir i Oslo som grundades 1912.